# 旗鰭棘花鮨
旗鰭棘花鮨，又稱旗鰭棘花鱸，為輻鰭魚綱鱸形目鱸亞目鮨科的其中一種，分布於西印度洋的阿曼灣海域，棲息深度49-63公尺，體長可達8.2公分，為底棲性魚類，屬肉食性，生活習性不明。

## 擴展閱讀
維基物種上的相關：旗鰭棘花鮨